# 芳水村
芳水村（ほうすいむら）は、岡山県後月郡にあった村。現在の井原市芳井町梶江・芳井町簗瀬・芳井町与井・芳井町宇戸川にあたる。

## 地理
小田川流域と、その支流・宇戸川流域に位置していた。

## 歴史
- 1889年（明治22年）6月1日、町村制の施行により、後月郡梶江村、簗瀬村、与井村、宇戸川村が合併して村制施行し、芳水村が発足[1][2]。旧村名を継承した梶江、簗瀬、与井、宇戸川の4大字を編成[2]。
- 1904年（明治37年）4月1日、後月郡足次村と合併し芳井村を新設して廃止された[1][2]。合併後、芳井村大字梶江・簗瀬・与井・宇戸川となる[2]。

## 産業
- 農業、工商業[3]